# Anne-Marie Uhde
Pour les articles homonymes, voir Uhde.
Anne-Marie Uhde, née en 1889 à Lunebourg et morte en 1988 à Paris, est une artiste-peintre allemande.

## Biographie
Anne-Marie Uhde est la sœur du collectionneur Wilhelm Uhde. Elle a contribué à faire connaître l'œuvre de Séraphine Louis après la mort de son frère en 1947.
Le peintre Helmut vom Hügel réalise son portrait dans les années 1930.
Elle a légué au Musée d'art et d'archéologie de Senlis des œuvres de Séraphine de Senlis et de Louis Vivin ainsi que quatre-vingt-dix tableaux de sa main.

## Cinéma
Dans le film Séraphine, son personnage est interprété par l'actrice Anne Bennent.

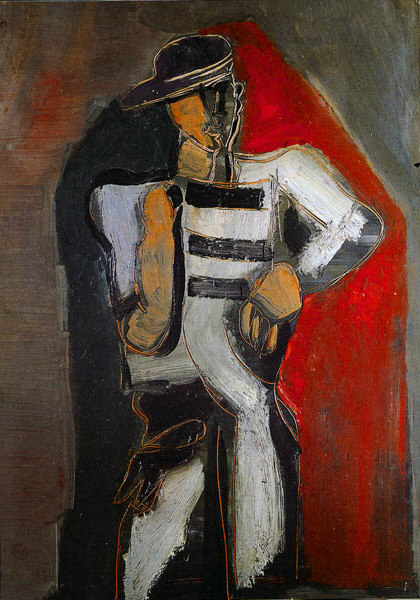
Stehende Person mit Schirmmütze, (homme debout avec képi), par Helmut vom Hügel (Helmut Kolle), 1926. Source: https://commons.wikimedia.org/wiki/File:Helmut_Kolle_Stehende_Person_mit_Schirmm%C3%BCtze.jpg

## Quelques œuvres
- 1923 : Allée dans un jardin public, Senlis, musée d'art et d'archéologie[1]
- 1942 : Hiver à Paris, Senlis, musée d'art et d'archéologie[2]
- 1948 : Coupe de fleurs, Senlis, musée d'art et d'archéologie[3]
- 1950 : Le ballon, Senlis, musée d'art et d'archéologie[4]
- 1952 : Banlieue de Paris, Senlis, musée d'art et d'archéologie[5]
- 1967 : Rebord de fenêtre, Senlis, musée d'art et d'archéologie[6]
- 1967 : Le mur, Senlis, musée d'art et d'archéologie[7]
- 1968 : Anémones, Senlis, musée d'art et d'archéologie[8]
- 1970 : Deux roses de Noël, Senlis, musée d'art et d'archéologie[9]
- 1972 : Bouquet de fleurs dans un vase, Senlis, musée d'art et d'archéologie[10]
- 1973 : Plante grasse, Senlis, musée d'art et d'archéologie[11]
- 1974 : Genêts, Senlis, musée d'art et d'archéologie[12]
- 1975 : Bouquet de fleurs dans un vase, Senlis, musée d'art et d'archéologie[13]
- 1978 : Bouquet de fleurs dans un vase, Senlis, musée d'art et d'archéologie[14]
- 1979 : Dernière rose, Senlis, musée d'art et d'archéologie[15]
- 1980 : Couronne de verdure, Senlis, musée d'art et d'archéologie[16]
- 1980 : Bouquet de fleurs dans une cruche, Senlis, musée d'art et d'archéologie[17]
- 1982 : Famille de Renoncules, Senlis, musée d'art et d'archéologie[18]
- 1983 : Fleurs au ciel bleu, Senlis, musée d'art et d'archéologie[19]
- 1985 : Bouquet de fleurs dans un vase, Senlis, musée d'art et d'archéologie[20]
- 1985 : Arbre dans un jardin, Senlis, musée d'art et d'archéologie[21]
- 1985 : Arbre jaune, Senlis, musée d'art et d'archéologie[22]
- 1986 : Arbre au soleil rouge, Senlis, musée d'art et d'archéologie[23]
- 1986 : Bouquet de fleurs rouges dans un vase, Senlis, musée d'art et d'archéologie[24]
- 1987 : Bouquet de fleurs dans un vase, Senlis, musée d'art et d'archéologie[25]